# Svindel på højt plan
Svindel på højt plan (Originaltitel: Tower Heist) er en amerikansk komediefilm fra 2011, instrueret af Brett Ratner. 
Filmen blev udgivet 2. november 2011 i Storbritannien, og i USA to dage senere. Den handler om Josh Kovaks (Ben Stiller), Charlie Gibbs (Casey Affleck) og Enrique Dev'reaux (Michael Peña), som arbejder i en eksklusiv beboelsesejendom. Men de mister alle deres penge på grund af svindel.

## Handling
Josh Kovaks (Ben Stiller) arbejder som manager i en bygning kaldet det The Tower, et stort og luksuriøst lejlighedskompleks i Central Park i New York City. En formiddag bliver den velstående Arthur Shaw, som bor i The Tower arresteret af flere FBI-agenter ledet af Claire Denham. Shaw er mistænkt for underslag og svindel af to milliarder dollar i en Ponzi-svindel. Josh siger til flere af de ansatte i The Tower at han gav alle deres pensioner til Shaw, som skulle investere pengene for dem på aktie-markedet - men nu har de mistet alle deres penge. 
De konfronterer Shaw, som sidder i husarrest i sin luksus-lejlighed. Men Shaw bryder sig ikke om dem. Josh snakker med Denham, og hun siger at Shaw har skjult store pengesumme et eller andet sted, men at FBI ikke har formået finde pengene igen, han har gemt. Josh bestemmer sig for at stjæle Shaws penge. Flere ansatte i The Tower - Josh, Charlie, Enrique og Mr. Fitzhugh lægger en slagplan for at finde og stjæle Shaws penge, samtidigt som de må undgå at blive opdaget af FBI, som også holder øje med Shaw.

## Rolleliste
- Ben Stiller som Josh Kovaks
- Eddie Murphy som Slide
- Casey Affleck as Charlie Gibbs
- Alan Alda som Arthur Shaw. En milliardær sat i husarrest for at have stjålet 2 milliarder dollar.
- Matthew Broderick som Mr. Fitzhugh.
- Téa Leoni som FBI-agent Claire Denham
- Michael Peña som Enrique Dev'reaux